# مستشفى الوصل (دبي)
مستشفى الوصل في دبي هو مستشفى تخصصي لأمراض النساء والولادة والأطفال والذي وضع له حجر الأساس عام 1981 ليتسع عند افتتاحه عام 1986 على 369 سريراً.

## تخصصاته
- وحدة التخدير والرعاية المكثفة
- أمراض النساء والولادة
- قسم الطب الطبيعي وإعادة التأهيل
- أمراض الأطفال وحديثي الولادة
- قسم الأشعة
- جراحة الأطفال